# Amedeo Bruno di Samone
Amedeo Bruno di Samone (Cuneo, 6 gennaio 1754 – Cuneo, 21 dicembre 1838) è stato un vescovo cattolico italiano.

## Biografia
Nato a Cuneo nel 1754 da un'antica e nobile famiglia, i Bruno, una delle più potenti e famose della città, essendo figlio di Francesco Bernardino Bruno, conte di Samone, e di Cristina Ricci dei conti di Andonno. Venne ordinato presbitero nel 1776 e nominato priore della facoltà di teologia di Torino. Venne scelto da Vittorio Emanuele I come primo vescovo di Cuneo. Organizzò la nuova curia e ristrutturò il palazzo vescovile a sue spese (il palazzo apparteneva a un parente, Francesco Bruno di Tornaforte, ed è ancora oggi la sede vescovile). Nel 1827 convocò il primo sinodo cuneese e durante l'epidemia di colera che colpì la città nel 1835 fu sempre tra la gente anche se ormai ottantenne. È sepolto con altri vescovi di Cuneo nella cripta sotterranea del duomo.

## Genealogia episcopale
La genealogia episcopale è:
- Cardinale Scipione Rebiba
- Cardinale Giulio Antonio Santori
- Cardinale Girolamo Bernerio, O.P.
- Arcivescovo Galeazzo Sanvitale
- Cardinale Ludovico Ludovisi
- Cardinale Luigi Caetani
- Cardinale Ulderico Carpegna
- Cardinale Paluzzo Paluzzi Altieri degli Albertoni
- Papa Benedetto XIII
- Papa Benedetto XIV
- Papa Clemente XIII
- Cardinale Giovanni Francesco Albani
- Cardinale Leonardo Antonelli
- Cardinale Giuseppe Morozzo Della Rocca
- Vescovo Amedeo Bruno di Samone